# Buslijn 327 (Amsterdam-Almere)
Buslijn 327 is een R-net-buslijn van Keolis Nederland die Almere Haven met station Amsterdam Amstel verbindt. De lijn werd op 11 december 2011 ingesteld als opvolger van lijn 157.

## Geschiedenis

### Lijn 60

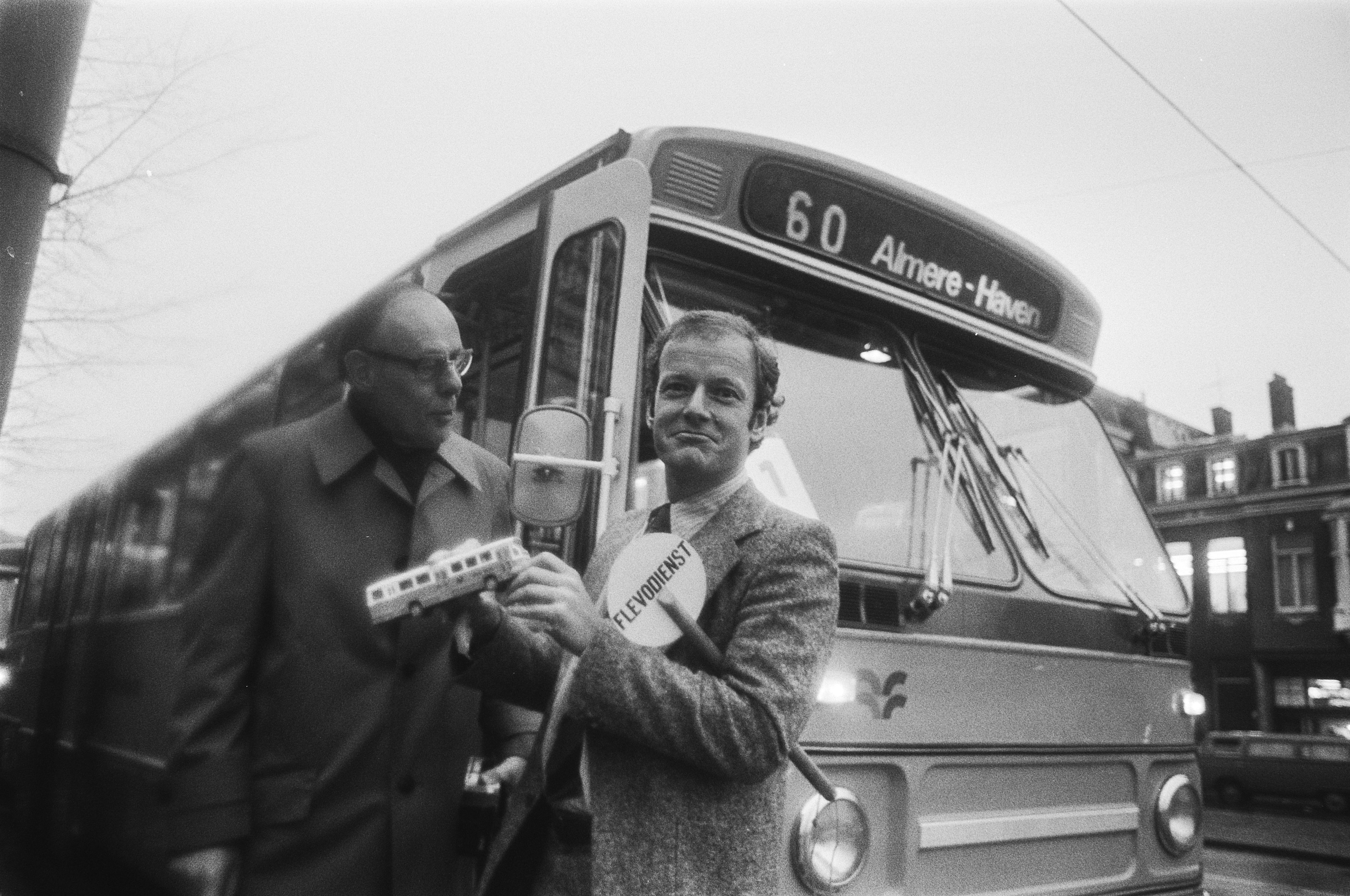
Wethouder Treumann van Amsterdam en Flevodienstdirecteur Plasman bij eerste rit op het Frederikspein/Westeinde

De lijn werd op 30 november 1976 ingesteld, gelijktijdig met lijn 61 (tot 12 december 2017 lijn 151) naar Bussum, door de toenmalige streekvervoerder Flevodienst op dezelfde dag dat de eerste bewoners van Almere Haven de sleutel kregen. De lijn reed van Almere Haven, waar  de vrije busbaan al voor de komst van de eerste bewoners gereed was over de Hollandse Brug naar Diemen waar nog over de Hartveldseweg werd gereden. Via de Middenweg werd naar het Amstelstation gereden en vandaar via de Wibautstraat en de Torontobrug naar het Westeinde alwaar voor het hoofdkantoor van De Nederlandsche Bank de standplaats was. Terug werd gereden via het Oosteinde. Naargelang de bebouwing in Almere Haven toe nam steeg de frequentie.

### Lijn 150
Op 31 mei 1981 werd lijn 60 in het kader van de ophoging van lijnnummers binnen Amsterdam om doublures te voorkomen vernummerd in lijn 150. Ook kon bij de Hollandse Brug (sinds 1982 busstation 't Oor) worden overgestapt op de nieuwe lijn 152 naar Almere Stad en de eerste stadsdienst. Op dezelfde dag fuseerde Flevodienst met de VAD.
Op 9 juli 1984 werd op verzoek van De Nederlandsche Bank, die de standplaats van lijn 150 uit oogpunt van veiligheid een doorn in het oog was, verplaatst naar de Weesperstraat bij de Nieuwe Kerkstraat. Hierbij keerde de bus op het mr. Visserplein. 
Doordat de VAD door de komst van de Flevospoorlijn geen nieuw materieel en personeel wilde aannemen, omdat men dan later weer zou moeten inkrimpen, boden collega vervoerbedrijven de helpende hand. Zo deden onder meer GVB-bussen en -chauffeurs dienst op volgwagens van lijn 150.
Bij de ingebruikname van de Flevospoorlijn tot Almere op 31 mei 1987 werd lijn 150 opgeheven. De passagiers uit Almere Haven diende voortaan voor Amsterdam eerst met de stadsbus naar het station Almere Centraal te reizen en daar op de trein over te stappen.

### Lijn 157

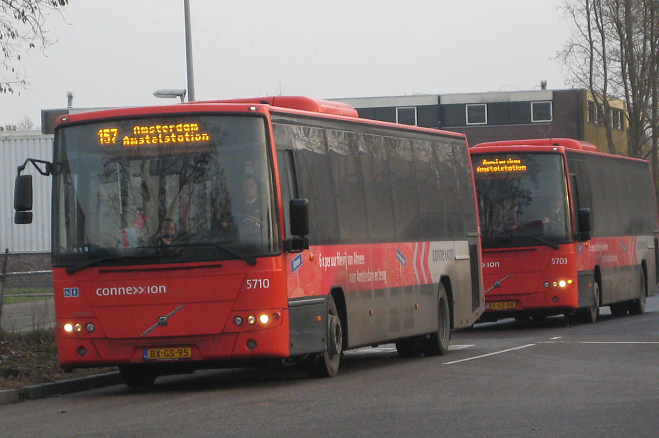
Volvo bus 5710 op lijn 157 in Almere in 2010

Omdat in Almere Haven geen station van de Nederlandse Spoorwegen aanwezig is, was men langer onderweg dan voorheen met de rechtstreekse buslijn 150. Om hieraan tegemoet te komen werd in 1991, eerst alleen in de spitsuren maar sinds 1995 ook overdag, een rechtstreekse buslijn 157 ingesteld tussen Almere Haven en busstation 't Oor naar het Amstelstation. Deze lijn reed dezelfde route als destijds lijn 150 alleen werd achter Diemen om gereden door de verlegging van Rijksweg 1. Ook werd voortaan geëindigd op het Amstelstation en reed men niet meer door naar de Nieuwe Kerkstraat. Voor de bewoners van Almere Haven werd de reistijd hier door een stuk korter en ze hoefden niet meer over te stappen.
In mei 1994 fuseerde VAD met het oostelijke vervoersgebied van Centraal Nederland en de Nieuwegein-vestiging van Westnederland tot Midnet; lijn 157 was voortaan een Midnetlijn. In 1999 fuseerde Midnet met de omringende streekvervoerders tot Connexxion; lijn 157 groeide uit tot een volwaardige lijn die in combinatie met lijn 158 naar Amsterdam-Zuidoost een frequente en snelle verbinding tussen Almere Haven en Amsterdam gaf.

### Lijn 327

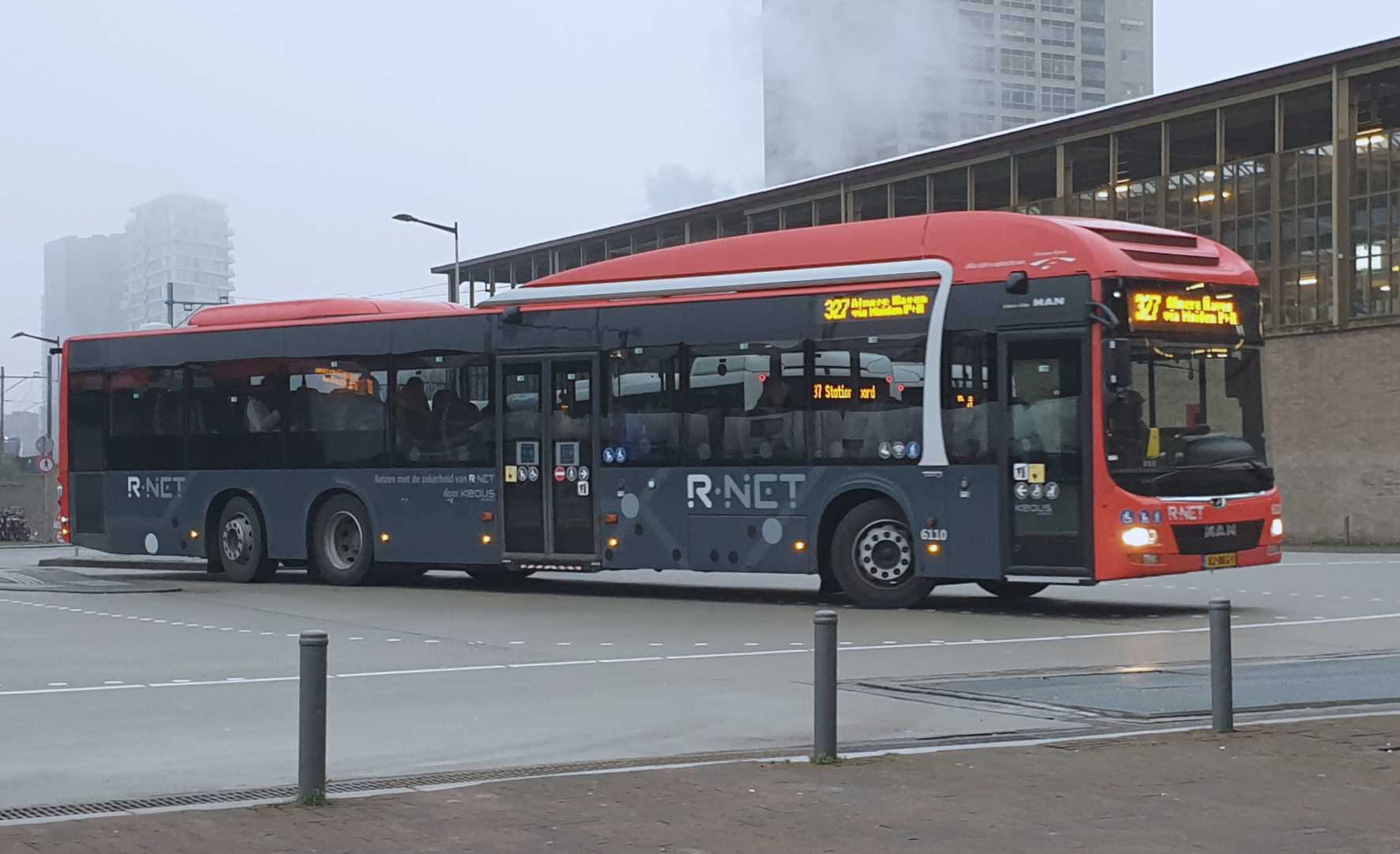
MAN bus op lijn 327 bij Amstelstation in 2021

Op 11 december 2011 werd lijn 157 vernummerd in lijn 327 en werd het een R-net lijn. Op 10 december 2017 werd de lijn overgenomen door Keolis Nederland.

### Nachtlijn

#### Lijn N27 en N23
In de nacht van zaterdag op zondag reed lijn N27 (voorheen N57) van het Leidseplein in Amsterdam naar het Amstelstation en vandaar net als lijn 327 naar Almere Haven. Sinds december 2017 werd het lijnnummer veranderd in N23 en is deze ook gaan rijden in de nacht van vrijdag op zaterdag. Ook is de route verlengd naar station Amsterdam Centraal en station Almere Centrum.